# やきそばエクスプレス
やきそばエクスプレスとは、東京駅 - 東名富士・富士宮駅・休暇村富士間を運行する高速バスの愛称である。本項では東京駅 - 東名富士・富士駅・鷹岡車庫間を運行するかぐや姫エクスプレス、および深夜便のミッドナイトふじについても記述する。

## 運行会社
- 富士急静岡バス（鷹岡営業所、富士宮営業所）
  - ジェイアールバス関東は2015年3月31日をもって両系統の運行から撤退したが、東京側での運行支援業務を引き続き行う。

## 運行経路
やきそばエクスプレス、かぐや姫エクスプレス共に東京都千代田区の東京駅から首都高速道路・東名高速道路を走り、静岡県富士市の東名富士を経由する。東名富士から富士駅・富士宮駅へは3ルートにわかれる。
やきそばエクスプレス（富士宮市役所経由）
富士ICから西富士道路へ入り北進、小泉ICより国道139号を西進し富士宮駅へ向かう。この場合鷹岡車庫は経由しない。なお、以前設定されていたジャスコ富士宮へ停車する便は身延線を2度跨いでいた。現在は富士宮駅発車後そのまま富士宮営業所まで北上する。
やきそばエクスプレス（鷹岡車庫経由）
富士ICから西進し国道139号へ入る。途中鷹岡車庫に立ち寄りながら北上し富士宮駅へ向かう。この場合富士宮市役所は経由しない。
かぐや姫エクスプレス、ミッドナイトふじ
富士ICから南下し昭和通りや新富士駅、富士駅と富士市内の停留所を巡回する。その後富士駅から再度北上し通称　富鷹線に入り、鷹岡車庫へ向かう。ミッドナイトふじは東名富士から新富士駅に直行する。
※各系統とも、途中足柄SAで10分間休憩する。
なお、現在は現場で「やきそばエクスプレス」の名称が用いられることはほとんどなく、車体の行先表示器や車内放送、乗車券、のりばの案内表示などでは「富士・富士宮号」の名称が用いられている。

### 停車バス停
| 停留所       | a   | b   | c   | d   | e  | 備考                                      |
| ------------ | --- | --- | --- | --- | -- | ----------------------------------------- |
| 東京駅       | ▼   | ▼   | ▼   | ▼   | ▼  | 乗車は八重洲南口、降車は日本橋口          |
| 霞が関       | ☆   | ☆   | ☆   | ☆   | ∥  |                                           |
| 六本木ヒルズ | (▼) | (▼) | (▼) | (▼) | ∥  | 土曜・日曜・祝日の一部便のみ停車          |
| 池尻大橋     | (☆) | (☆) | ∥   | (☆) | ∥  | 土曜・日曜・祝日の一部便のみ停車          |
| 東名向ヶ丘   | ▼   | ▼   | ▼   | ▼   | ▼  |                                           |
| 東名江田     | ▼   | ▼   | ▼   | ▼   | ▼  |                                           |
| 東名富士     | ▲   | ▲   | ▲   | ▲   | ★  | 14号は停車しない                          |
| 昭和通り     | ∥   | ∥   | ∥   | ▲   | ∥  |                                           |
| 富士市役所   | ∥   | ∥   | ∥   | ▲   | ∥  |                                           |
| ロゼシアター | ∥   | ∥   | ∥   | ▲   | ∥  |                                           |
| 新富士駅     | ∥   | ∥   | ∥   | ▲   | ★  | 北口                                      |
| 富士駅南口   | ∥   | ∥   | ∥   | ▲   | ★  |                                           |
| 鷹岡車庫     | ∥   | ∥   | ▲   | ▲   | ★  | 身延線入山瀬駅へ徒歩12分                  |
| 富士宮市役所 | ▲   | ▲   | ∥   | －  | － | 西富士道路経由                            |
| 富士宮駅     | ▲   | ▲   | ▲   | －  | － | 北口バスターミナル                        |
| 富士宮営業所 | ▲   | ▲   | ▲   | －  | － | P有り（予約制）・富嶽温泉花の湯へ徒歩５分 |
| 大石寺       | ▲   | ∥   | －  | －  | － | 1号は土・日・月・火のみ停車               |
| 本門寺入口   | ▲   | ∥   | －  | －  | － |                                           |
| 白糸の滝     | ▲   | ▲   | －  | －  | － |                                           |
| 休暇村富士   | ▲   | ▲   | －  | －  | － | 下り3号、上り12・88号が停車               |

- a：やきそばエクスプレス1・3・5・7・9・11・17・81・85・8・14・18・20・82・84号（1号は土・日・月・火曜日は大石寺行。3号は富士休暇村発着。18号は白糸の滝発。11・8・12号は平日のみ運行、81・85・82・84・88号は土曜・日曜・祝日のみ運行）
- b：やきそばエクスプレス12・88号（12号は平日のみ運行、88号は土曜・日曜・祝日のみ運行）
- c：やきそばエクスプレス13・87・4号（13号は平日のみ運行、87号は土曜・日曜・祝日のみ運行）
- d：かぐや姫エクスプレス9・15・83・2・6・10・16・86号（9・10号は平日のみ運行、83・86号は土曜・日曜・祝日のみ運行）
- e：ミッドナイトふじ
  - ▲ - 上り（東京方面行）は乗車のみ、下り（富士宮方面行）は降車のみ
  - ▼ - 上り（東京方面行）は降車のみ、下り（富士宮方面行）は乗車のみ
  - ☆ - 上り（東京方面行）のみ停車、降車のみ
  - ★ - 下り（富士宮方面行）のみ停車、降車のみ
  - ( ) - 特定日のみ運行

※六本木ヒルズ、池尻大橋停車は下り83・85・87号、上り84・86・88号（土曜・日曜・祝日のみ）

## 運行回数
2015年4月1日現在、定期便1日11往復（やきそばエクスプレス下り8本・上り6本、かぐや姫エクスプレス下り2本・上り4本、ミッドナイトふじ下り1本）、季節運行便1日1往復（やきそばエクスプレス）の運行。

## 歴史
- 2005年（平成17年）3月25日 - JRバス関東・富士急静岡バスの共同運行で運行開始。1日7往復。当時は富士宮～東京駅線の名称であった。JRバス関東はGシート設置車を充当。
- 2006年（平成18年）
  - 12月14日 - この日を最後にGシート廃止。
  - 12月15日 - 新たに富士駅方面へ向かう便が追加される。このうち富士宮駅経由（6往復。うち1往復は白糸の滝発着）については「富士宮やきそば」にちなんだ「やきそばエクスプレス」の愛称が、富士駅経由（4往復）については「竹取物語」にちなんだ「かぐや姫エクスプレス」の愛称がつく。
- 2007年（平成19年）12月1日 - 「かぐや姫エクスプレス」が1日3往復に減便。
- 2008年（平成20年）7月19日 - 「やきそばエクスプレス」が季節運行便（土曜・日曜・祝日運行）1往復を増便。
- 2009年（平成21年）10月3日 - この日より土曜・日曜・祝日に限り、一部便（3往復）が六本木ヒルズ、池尻大橋に停車。
- 2010年（平成22年）7月29日 - この日より同年8月9日までの期間限定で、「やきそばエクスプレス」のうち下り4本、上り5本が朝霧高原まで延長運転した。
- 2011年（平成23年）
  - 10月13日 - 上り便（東京駅行）が用賀PAで東急田園都市線用賀駅への乗り継ぎサービスを開始（これに先立つ実証実験を2010年5月21日から2011年3月まで実施した）。
  - 12月16日 - 一部便が休暇村富士発着となる。イオンモール富士宮への停車を廃止。
- 2012年（平成24年）4月16日 - 「かぐや姫エクスプレス」の吉原中央駅停車を廃止、昭和通りバス停への停車に変更。
- 2014年（平成26年）6月13日 - 深夜便「ミッドナイトふじ」の運行を開始[1]。割増運賃適用。
- 2015年（平成27年）3月31日 - 「やきそばエクスプレス」のJRバス関東での運行が終了。同社運行便は富士急静岡バスに移管。
- 2020年（令和2年）
  - 4月5日 - 新型コロナウィルスの影響により、「やきそばエクスプレス」・「かぐや姫エクスプレス」・「ミッドナイトふじ」共に当面運休。
  - 6月19日 - ダイヤ改正を実施し、「やきそばエクスプレス」のみ一部運行再開。
- 2021年（令和3年）
  - 1月20日 - 「やきそばエクスプレス」全便運休。
  - 12月27日 - ＮＨＫ新大河ドラマ『鎌倉殿の13人』の放送開始に合わせてPRラッピングバスの運行を開始。
- 2023年（令和5年）3月28日 - ＮＨＫ大河ドラマ『どうする家康』放送に合わせ家康ゆかりの地をPRする家康公の遺産ラッピングバスの運行開始[2]。
- 2024年（令和6年）11月1日 - 新型コロナウィルスによる緊急事態宣言以降運休していた「かぐや姫エクスプレス」の運行を再開[3]。

## 使用車両

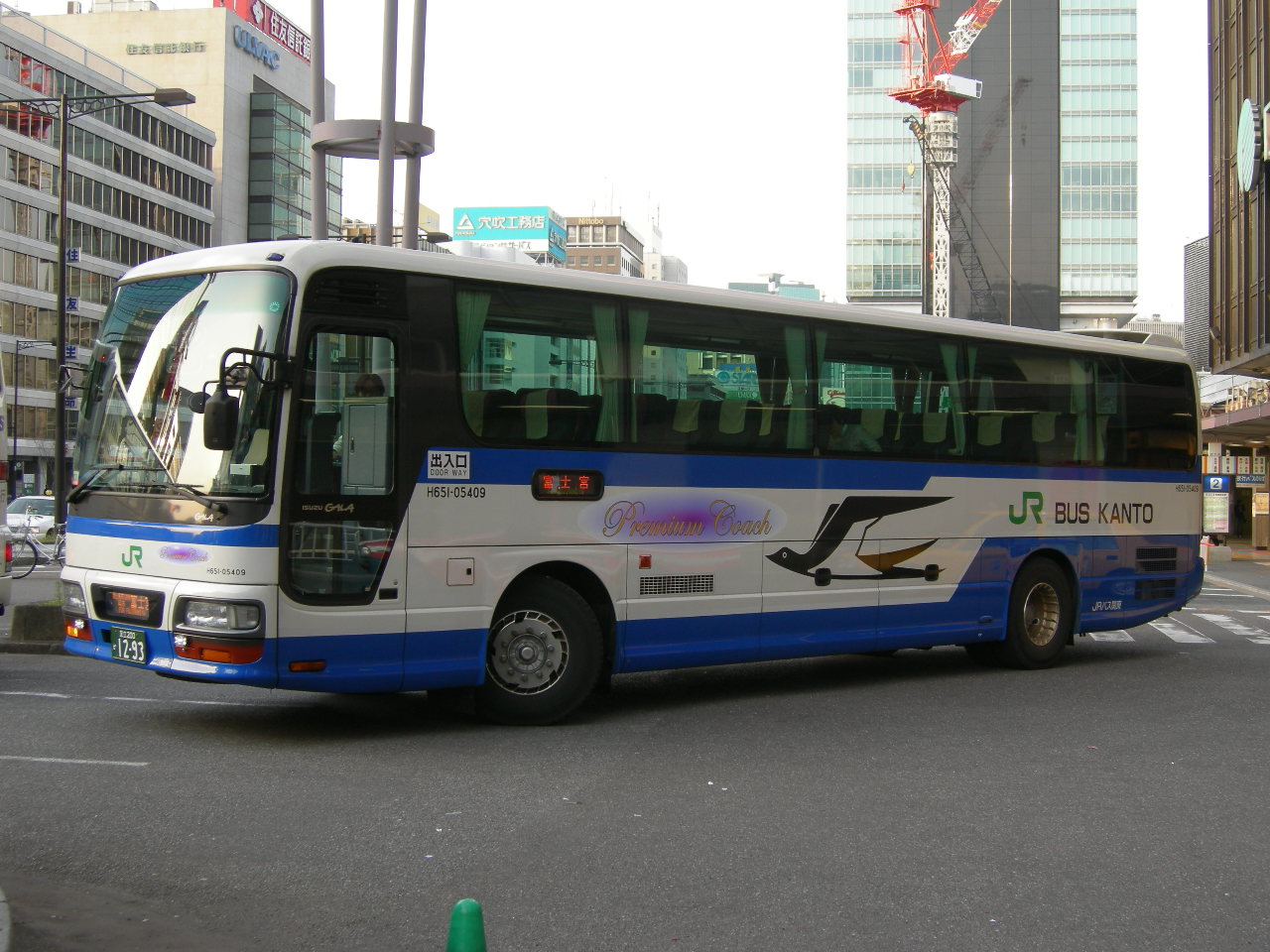
JRバス関東がGシート装備車で運行されていた頃

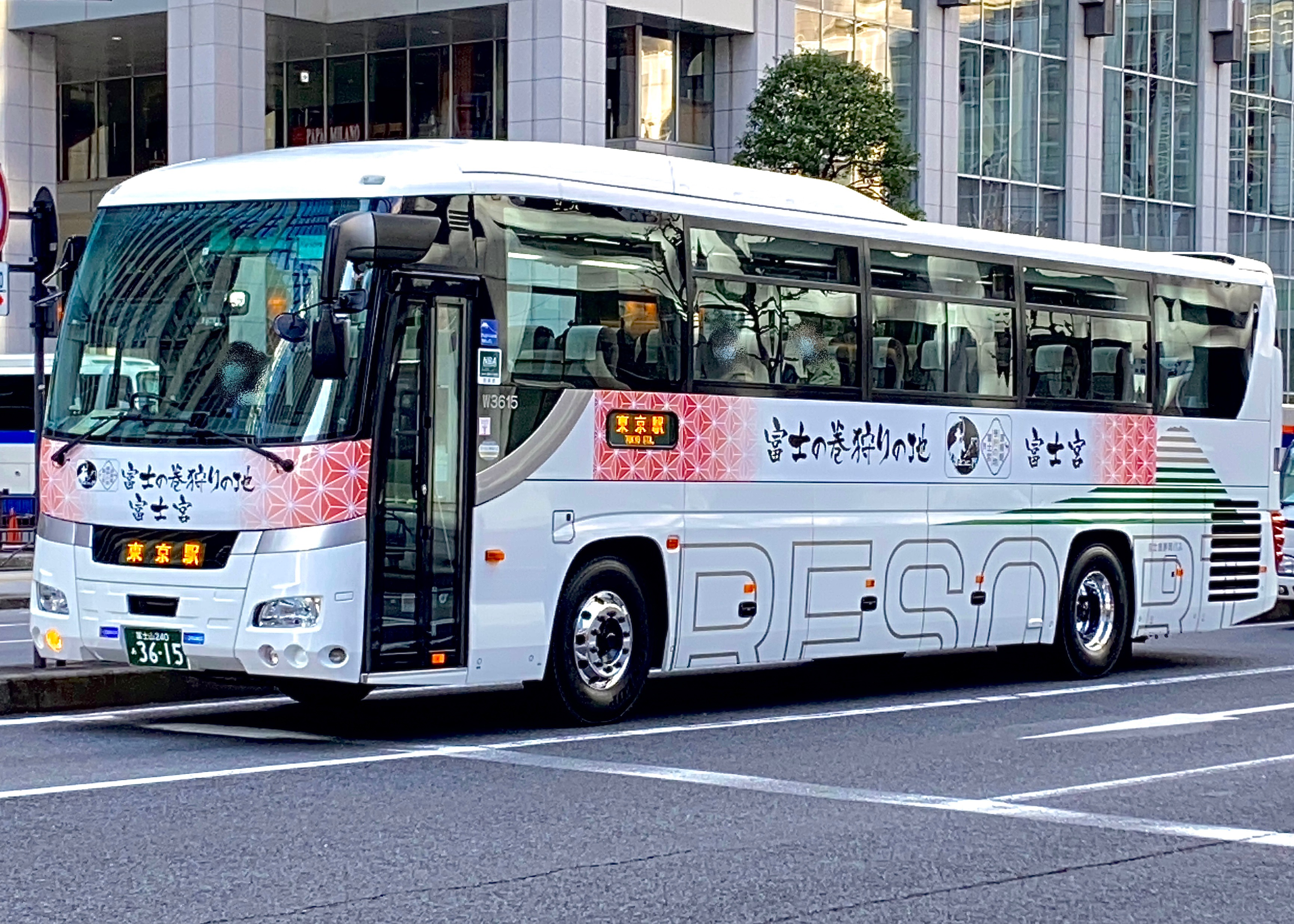
大河ドラマ「鎌倉殿の13人」PRラッピングバス

- トイレ付き4列シートの車両が充当され、車内は禁煙である。
- 富士急静岡バスが運行する便は、車体にオリジナルロゴがあしらわれた車両で運行されていたが、現在はロゴは剥がされている。
- 開業当初、JRバス関東便にはGシートが設けられていたが、廃止された。

## 利用方法
- 座席指定制で、乗車前に予約が必要である。予約はJRバス関東の東京駅八重洲南口の窓口、富士急静岡バスの鷹岡営業所、富士宮営業所、吉原中央駅、新富士駅、富士駅と富士宮駅の富士急バス窓口へ直接出向き購入する又は電話での予約もできる。インターネットでは、発車オ～ライネット等、高速バスチケット販売サイトでも予約できる。その場合、乗車券の発券は各サイト指定のコンビニ端末又は携帯画面での確認[4] となる。その他、主な旅行代理店でも予約可能である。往復で予約をすると割引運賃が適用される。
- 朝霧高原まで延長運転された際は、朝霧高原での乗降は通常の方法では予約できず、ボーイスカウト日本連盟に電話予約する必要があった[5]。